# キャサリン・マチャド
キャサリン・ルイーズ・マチャド（英語: Catherine Louise Machado、1936年4月20日 - ）は、アメリカ合衆国、サンタモニカ出身のフィギュアスケート選手（女子シングル）。1956年コルティナダンペッツォオリンピックアメリカ合衆国代表。

## 主な戦績
| 大会/年      | 1954-55 | 1955-56 |
| ------------ | ------- | ------- |
| オリンピック |         | 8       |
| 世界選手権   | 10      | 6       |
| 全米選手権   | 3       | 3       |